# 安沛站
安沛站（越南语：／*/?）是越南河老铁路的一座火车站，位于安沛省安沛市，距河内站155公里。安沛站始建于越南被法国殖民统治的法属印度支那时期，于1902年随河老铁路建成通车而落成启用。